# التيسير في التفسير (كتاب للنسفي)
كتاب التيسير في التفسير للنسفي من الكتب الفريدة المفيدة، الزاخرة بالفوائد والنكات، قد جمع فنون التفسير، وسلك فيه مؤلفه طريقة واحدة من أول سورة وحتى الأخيرةـ، فهو يبدأ في كل سورة بمقدمة تتناسب مع ما سيرد فيها من مواضيع، ثم يذكر نوع السورة من حيث المكي والمدني، ثم عدد آياتها فكلماتها فحروفها، ثم يذكر انتظام أولها بخاتمة التي قبلها، ثم انتظامها كلها بمحتوى سابقتها.
والكتاب من أهم كتب التفسير، لذلك قد نقل عنه جمع من كبار العلماء، كما أثنى عليه كل من وقف عليه، وكل من ترجم للمؤلف، فقد قال عنه حاجي خليفة: «التيسير، في التفسير، لنجم الدين، أبي حفص: عمر بن محمد النسفي، الحنفي، ... -إلى أن قال-: ثم شرع في المقصود، وفسر الآيات بالقول، وبسط في معناها كل البسط. وهو من الكتب المبسوطة في هذا الفن».

## صحة نسبة الكتاب إلى مؤلفه
لا شك في نسبة كتاب التيسير في التفسير للنسفي، فقد ذكره عنه كل من ترجم له أو نقل عنه، كالأدنه وي فقد قال في ترجمة النسفي: «وأجل تصانيفه: التيسير في تفسير كتاب الله تعالى في أربع مجلدات، أبدع فيها بالنكات».